# Église Notre-Dame-de-l'Assomption d'Hautvillers-Ouville
L'église Notre-Dame-de-l'Assomption d'Hautvillers est située sur le territoire de la commune d'Hautvillers-Ouville, dans le département de la Somme, à une quinzaine de kilomètres au nord d'Abbeville.

## Historique

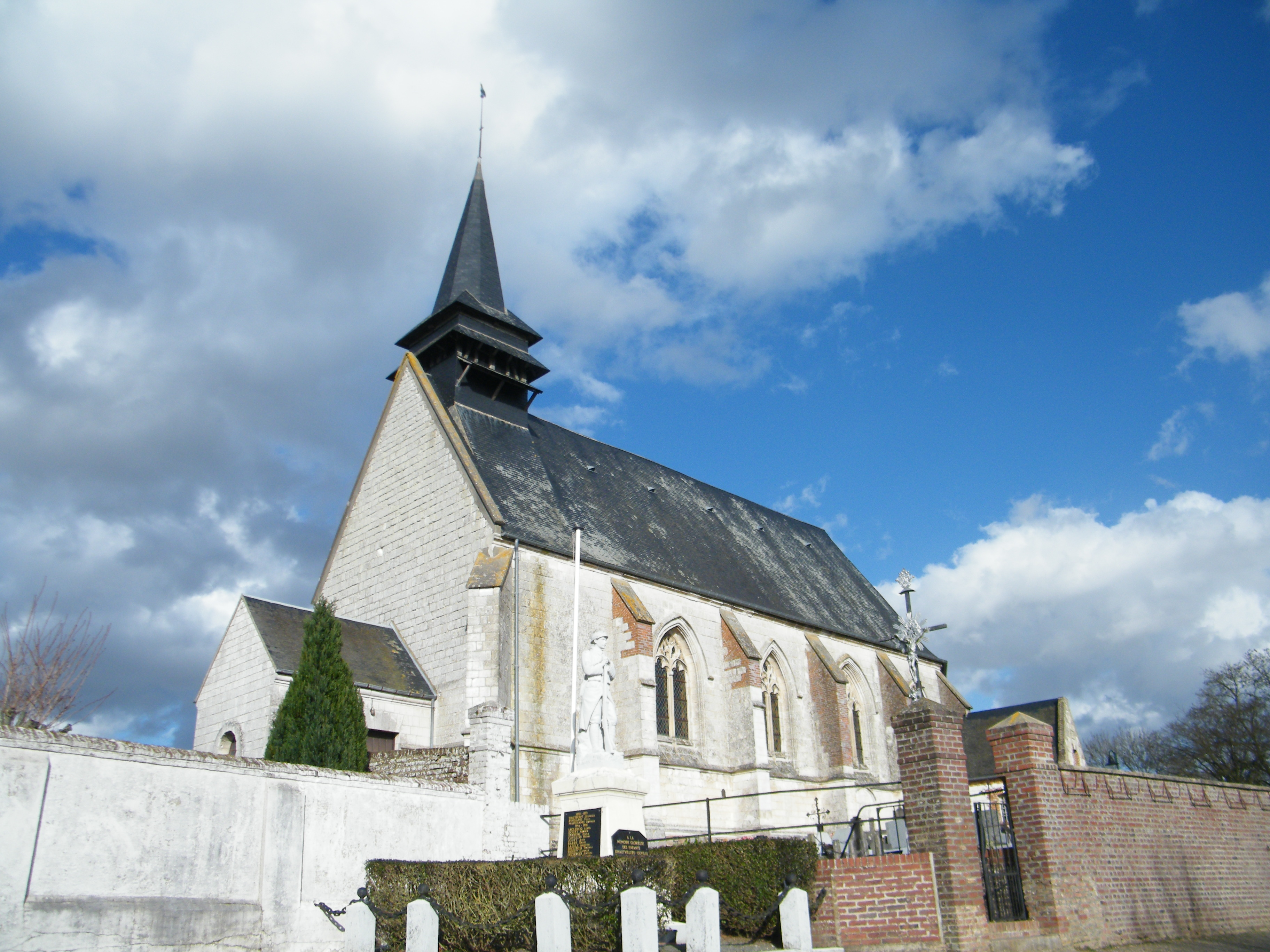

L'église d'Hautvillers a été construite au XVIe siècle.

## Caractéristiques
L'église est construite en pierre en style gothique flamboyant, elle est composée d'une nef et d'un chœur avec une abside à trois pans. Le clocher recouvert d'ardoise se termine en flèche.
L'église conserve un bas-relief en bois polychrome représentant la Vision de saint Hubert et une statue en bois peint de sainte Catherine du XVIe siècle ; une sculpture en haut-relief représentant l'Assomption de la Vierge, en bois, réalisée au XVIIIe siècle par l'atelier de Simon Pfaff de Pfaffenhoffen et un confessionnal du XVIIIe siècle. Tous ces objets sont classés monuments historiques.